# Алекс Шибутані
Алекс Шибутані (англ. Alex Shibutani) — американський фігурист, що спеціалізується в спортивних танцях на льоду, олімпійський  медаліст, призер чемпіонатів світу та володар численних інших нагород. 
Бронзову олімпійську медаль Алекс Шибутані здобув разом зі своєю сестрою Майєю у змаганнях танцювальних пар на Пхьончханській олімпіаді 2018 року. 

Алекс і Майя японського походження. Їхні батьки зустрілися в Гарварді, де вивчали музику.

## Зовнішні посилання
- Картка пари Майя/Алекс Шибутані на сайті Міжнародного союзу ковзанярів [Архівовано 3 червня 2020 у Wayback Machine.]